# 国際連合安全保障理事会決議161
国際連合安全保障理事会決議161（英: United Nations Security Council Resolution 161,UNSCR161）は、1961年2月21日に国際連合安全保障理事会で採択された決議。コンゴ動乱で混乱が続くコンゴ共和国において、パトリス・ルムンバ首相ら3名が殺害された事について言及し、同国の内戦勃発を予防するために直ちに武力行使を含むあらゆる措置を講じるように要請した。更にベルギー軍など全ての他国武装勢力に対して即時撤退を促し、あらゆる国家に対して今後そのような人員の渡航を阻止するための措置を講じるように要請した。また、ルムンバ首相らの死の状況を明らかにするために捜査を開始する事を決定した。決議は賛成9票・棄権2票で採択された。

## 内容
国際連合安全保障理事会の第942回会合において、コンゴ共和国（コンゴ・レオポルドヴィル）のパトリス・ルムンバ首相と彼の協力者であるモーリス・ムポロ、ジョセフ・オキトの3名の殺害に対して深い遺憾の意とこれらの犯罪の深刻な影響及び同国における内戦の危機並びに国際平和と安全に対する脅威に深い懸念を表明。国際連合に対して最後の手段として武力行使を含む同国における内戦の勃発を予防するためのあらゆる措置を即座に講じるよう要請した。更にベルギー軍部隊など全ての他国武装勢力に対して同国からの即時撤退を促し、全ての国家に対してコンゴへ出発しようとする武装勢力の渡航を予防し禁止するための措置を講じるように要請した。また、ルムンバ首相らの死の状況を明らかにするために徹底的かつ全面的な捜査を即時かつ熱心に行い、犯人を裁判にかける事を決定した。1960年7月14日付国連安保理決議第143号・同年7月22日付国連安保理決議第145号・同年8月9日付国連安保理決議第146号及び同年9月20日付国連総会決議第1474号を再確認した。
コンゴにおける人権侵害についても深い遺憾の意を表明し、民衆の意思が反映された自由に選出された議会の召集並びに他国からの干渉を受けない純粋な和解に基づく政府の形成に関する必要な保護的措置を講じるように要請した。また、コンゴ武装軍及びその兵士は訓練され統制され、公平な基準に従って配置するように要請した。現在の決議のために、あらゆる国家に対して全面的協力及び支援を拡大し、それぞれが果たす事の出来る必要な措置を講じるように要請した。
決議は賛成9票・棄権2票（ソビエト連邦、フランス）で採択された。